# 大和 (南吴)
大和（929年十一月—935年九月）是南吴睿帝杨溥的第三個年號，共计7年。

## 改元
- 乾貞三年——十一月二十七日，改元大和元年。[3][4][5]
- 大和七年——九月四日，改元天祚元年。[6][7][8]

## 紀年對照表
| 大和 | 元年  | 二年  | 三年  | 四年  | 五年  | 六年  | 七年  |
| ---- | ----- | ----- | ----- | ----- | ----- | ----- | ----- |
| 公元 | 929年 | 930年 | 931年 | 932年 | 933年 | 934年 | 935年 |
| 干支 | 己丑  | 庚寅  | 辛卯  | 壬辰  | 癸巳  | 甲午  | 乙未  |

## 同期存在的其他政权年号
- 中國
  - 天成（926年－930年）：後唐—李嗣源之年號
  - 長興（930年－933年）：後唐—李嗣源之年號
  - 應順（934年）：後唐—李從厚之年號
  - 清泰（934年－936）：後唐—李從珂之年號
  - 宝正（926年－931年）：吳越—錢鏐之年號
  - 龍啟（933年－934年）：閩—王延鈞之年號
  - 永和（935年－936年）：閩—王延鈞之年號
  - 大有（928年－942年）：南漢—劉龑之年號
  - 明德（934年－937年）：後蜀—孟知祥之年號
  - 尊聖（928年－929年）：大天興—趙善政之年號
  - 興聖（929年－930年）：大義寧—楊干真之年號
  - 大明（931年－937年）：大義寧—楊干真年號
  - 天顯（926年－938年）：契丹—耶律阿保機、耶律德光之年號
  - 甘露（926年－936年）：東丹—耶律倍之年號
  - 同慶（912年－966年）：于闐—尉遲烏僧波之年號
- 朝鮮半島
  - 天授（918年－933年）：高麗—高麗太祖王建之年號
- 日本
  - 延長（923年－931年）：平安時代—醍醐天皇之年號
  - 承平（931年－938年）：平安時代—朱雀天皇之年號